# Урозеро (озеро, Карелия)
Уро́зеро (Светлое) — озеро на территории Гарнизонного сельского поселения Прионежского района Республики Карелии, гидрологический памятник природы в составе заказника «Урозеро».

## Общие сведения
Котловина тектонического происхождения.
Форма треугольная, большая ось ориентирована с северо-запада на юго-восток. Островов нет, притоков не имеет. Разделено узким перешейком с озером Сургубским.
Сток осуществляется через ручей без названия, вытекающий из юго-восточной оконечности водоёма и впадающий в Укшозеро, откуда через небольшую протоку в реку Шую.
В южной части три залива. Береговая линия мало изрезана. Берега скалистые и каменистые, покрыты смешанным лесом с преобладанием сосны.
Дно ровное, луды немногочисленны, грунты преимущественно илистые.
Высшая растительность на отдельных участках озера представлена тростником, камышом, кубышкой и рдестами.
Ихтиофауна представлена окунем, плотвой, щукой, налимом и ершом.
Постановлением Председателя Правительства Республики Карелия № 858 от 29 декабря 1997 года озеро отнесено к гидрологическим памятникам природы в составе заказника «Урозеро».
Озеро является источником коммунально-бытового водоснабжения посёлка гарнизон Бесовец.